# Choristoneura psoricodes
Choristoneura psoricodes es una especie de polilla del género Choristoneura, tribu Archipini, subfamilia Tortricinae. Fue descrita científicamente por Meyrick en 1911.

## Distribución
Se distribuye por Sudáfrica: Transvaal.